# Carl Immanuel Gerhardt
Carl Immanuel Gerhardt (2 de dezembro de 1816 – 5 de maio de 1899) foi um matemático e historiador da matemática alemão.

## Carreira
Gerhardt estudou matemática em Berlim a partir de 1834 e recebeu seu doutorado lá no final de 1837 (com uma tese sobre as várias justificativas do cálculo, que recebeu o prêmio da universidade). Ao mesmo tempo, ele passou no exame de seu professor. Em 1838 ele substituiu o professor de matemática na escola de gramática em Eutin e em 1839 tornou-se professor de gramática em Salzwedel. De 1853 a 1855 foi professor de matemática no Ginásio Francês em Berlim e na Escola de Artilharia e Engenharia. Em 1855/6 recebeu licença (e uma bolsa de estudos) para uma viagem científica a Lausanne, Paris e Milão. A partir de 1856 foi professor na escola de gramática em Eisleben, onde se tornou reitor em 1876 e permaneceu até sua aposentadoria em 1891. Ele então viveu em Halle e, depois que sua esposa morreu, com sua filha em Mainz e Graudenz e a partir de 1897 novamente em Halle.
Gerhardt é conhecido por suas pesquisas sobre Leibniz e como editor de suas obras matemáticas (e mais tarde filosóficas) a partir de 1849. Para isso, vasculhou a propriedade manuscrita de Leibniz em Hanôver. Ele também escreveu uma história da matemática na Alemanha em 1877, mas Moritz Cantor criticou-a por ser muito unilateral em termos de um ponto de vista nacional. Gerhardt também editou o livro aritmético de Maximus Planudes e algumas das obras de Pappos. Em 1861 foi admitido como membro correspondente da Academia Prussiana de Ciências. Em 1874 Gerhardt foi eleito membro da Leopoldina.

## Literatura
- Moritz Cantor: C. I. Gerhardt, in: Jahresbericht der Deutschen Mathematiker-Vereinigung, 8. Bd. 1900, S. 28–30 (Digitalisat)
- Moritz Cantor (1904). "Gerhardt, Karl Immanuel". In Allgemeine Deutsche Biographie (ADB) (em alemão). 49. Leipzig: Duncker & Humblot. pp. 297–299.
- Joseph Ehrenfried Hofmann, ed. (1964). «Gerhardt, Carl Immanuel». Neue Deutsche Biographie (NDB) (em alemão). 6. 1964. Berlim: Duncker & Humblot. pp. 285 et seq..